# Blandford Forum
Blandford Forum, sau doar Blandford, este un oraș în comitatul Dorset, regiunea South West, Anglia. Orașul se află în districtul North Dorset a cărui reședință este. 